# Sherira Gaon
Pour les articles homonymes, voir Gaon.
Rav Sherira bar Ḥanina Gaon (hébreu: רב שרירא בר חנינא גאון), dit le Rasha"g (רש״ג), est un rabbin babylonien du Xe siècle (circa 906 - circa 1006 EC).
Directeur de l'académie talmudique de Poumbedita, il est l'un des premiers chroniqueurs de l'histoire des Juifs aux temps de la Mishna et du Talmud.

## Biographie
L'essentiel de sa vie n'est connu que par le récit qu'il fait dans une lettre circulaire adressée à la communauté de Kairouan: il descendrait, tant par son père que par sa mère, d'une lignée de chef d'exilarques remontant à Zorobabel ben Shaltiel, le gouverneur de Yehoud nommé puis rappelé par Cyrus et est également un descendant de la dynastie davidique. Ses ancêtres avaient renoncé à diriger la communauté juive de Babylone lorsqu'avaient commencé les luttes de pouvoir et la corruption.
Il fut nommé Gaon de Poumbedita en 968, succédant à Nehemia Gaon, le fils de Mar Cohen Tzedek. Il quitte son poste après 30 ans en 998. La charge de Av beit din qu'il avait exercée jusqu'alors, revint à son fils Haï, qui lui succèderait également plus tard comme Gaon.
Sa célèbre lettre est « igueret Rav Cherira Gaon ». Elle est composée dans les années  987 en réponse à la question de Rav Yaacov ben Nissim concernant la Torah orale des tanaïm, amoraïm et savoraïm. Cette lettre est une grande source d’informations. Rav Chérira  essaye de répondre à chaque demande et beaucoup de lettres ont été envoyées en son nom. Il écrit également différentes explications sur la Bible et le Talmud et bien que les écrits eux-mêmes aient été perdus, il y a des citations et des références de ses explications 
dans d’autres écrits tels que le Radak.
Vers la fin de sa vie, Sherira Gaon et son fils furent calomniés devant le calife al-Qadir, qui les fit arrêter, confisqua leurs avoirs et les fit jeter en prison, sans les destituer toutefois de leur office ni de leur titre. Déjà vieux, il tomba malade et mourut. Il quitte ce monde en 1006 à environ 100 ans.

## Œuvres

### Responsa
Sherira reçut de nombreuses questions, portant sur des points de Halakha, mais aussi de Aggada, de croyances et d'enseignements ésotériques, de l'ensemble des communautés juives, de l'occident à l'orient du monde arabophone. Ses responsa contiennent souvent des commentaires de passages sélectionnés du Talmud, en rapport avec la question.
Le style de Sherira ne se démarque pas de celui des Gueonim. Il n'aborde pas les questions philosophiques et ne semble manifester que peu d'intérêt pour la littérature arabe, n'utilisant d'ailleurs cette langue que pour les communautés exclusivement arabophones.
Sherira, en tant que juge, tente de connaître les faits exacts des questions qui lui sont posées, et fait preuve d'une égale rigueur dans ses réponses, en stricte conformité avec la Loi, et en adoptant le point de vue le plus sévère lorsqu'il a à décider de questions pratiques. Il suit la lettre du Talmud, afin d'appuyer sur son autorité face aux attaques des Karaïtes.
Il formule fréquemment des règles d'une haute importance pour l'interprétation correcte du Talmud: par exemple, il déclare que le terme "mitzva" désigne dans certains passages une prescription qui ne peut être impunément transgressée, tandis que dans d'autres, il ne s'agit que d'une admonition qu'il est hautement recommandable mais non obligatoire de suivre, et dont la transgression n'est en tout cas pas sanctionnée.

### Iggeret deRav Sherira Gaon
Le responsa la plus célèbre de Sherira Gaon est son Iggeret (épître), écrite en réponse à Jacob ben Nissim, scholarque de la communauté de Kairouan, qui lui demandait qui avait composé la Mishna et les Talmuds, qui en était l'auteur, quelle était l'origine de la Tossefta, et quelle était la séquence des évènements qui y sont mentionnés. En particulier, pourquoi les premières autorités rabbiniques étaient rarement citées nommément, et pourquoi celles qui le sont ne semblent pas être en continuité chronologique.
Ce qui ne devait être qu'une question de méthodologie talmudique, s'accompagne de nombreuses considérations historiques, qui font de la lettre l'une des sources principales pour l'étude du contexte historique du Talmud, de la période post-talmudique et de celle des Gueonim (les autres sources étant l'œuvre de Nathan HaBavli et, plus récemment, les manuscrits découverts dans la Gueniza du Caire au début du XXe siècle). Les réponses de Sherira sont claires et lucides, rédigées dans un style de chroniqueur, exact et parfois sec, bien que ses opinions sur les princes de l'Exil descendant de la lignée de Bostanaï, ainsi que sur certains de ses contemporains ne soient pas injustifiées, et sont confirmées par d'autres sources.
Il existe deux recensions de ce texte. La recension "française" est écrite en araméen, et est considérée comme l'original par les spécialistes, tandis que la version "espagnole", contenant une proportion plus importante d'hébreu, en serait une paraphrase. Ces deux recensions divergent sur un point important, à savoir l'attribution de la rédaction finale de la Mishna à Rabbi Yehouda HaNassi. La version espagnole le décrit catégoriquement comme l'auteur, tandis que la version française dit que ce n'est le cas, ce qui correspond à l'opinion traditionnellement répandue des Juifs ashkénazes sur la question. Cependant, des notes sur l'édition la plus moderne de la recension française laissent entendre que le texte semble confirmer que la Mishna a été écrite par Yehouda Hanassi.
La lettre est incluse dans la Chronique d'Ahimaatz, mais a également été éditée à partir de manuscrits par B. Goldberg, dans "Ḥofes Maṭmonim" (Berlin, 1845) et sous le titre "Iggeret Rab Sherira Gaon" (Mayence, 1873), ainsi que par J. Wallerstein, sous le titre "Sherirae Epistola", avec traduction latine et notes (Breslau, 1861). L'édition d'Adolf Neubauer, parue dans "Medieval Jewish Chronicles" (Oxford, 1887) est considérée comme faisant autorité en la matière.
Une autre Iggeret de Sherira, également adressée à Jacob ben Nissim de Kairouan (incluse dans l'Aroukh, à l'article Abayè), traite des divers titres donnés aux Sages du Talmud, comme "Rabban", "Rabbi", "Rav" et "Mar", expliquant pourquoi certains Sages sont mentionnés sous leur simple nom, sans le moindre titre.

### Commentaires
Sherira rédigea d'autres commentaires, tant sur la Torah que sur le Talmud. Disparus, ils sont cités dans quelques livres de Rishonim, en particulier David Kimhi.

### Sources
- Cet article contient des extraits de l'article « SHERIRA B. ḤANINA » par Wilhelm Bacher and Jacob Zallel Lauterbach de la Jewish Encyclopedia de 1901–1906 dont le contenu se trouve dans le domaine public.
- (he) Sherira Gaon sur l'encyclopédie Daat